# Terapia holística del campo del pensamiento
La Terapia del Campo del Pensamiento también llamada Terapia holística del Campo del Pensamiento (THCP) o Thought Field Therapy (TFT en inglés) es una pseudoterapia psicológica marginal desarrollada por el psicólogo estadounidense, Roger Callahan. Aunque sus defensores dicen que puede curar una variedad de dolencias mentales y físicas mediante un "golpeteo" especializado con los dedos en los puntos de los meridianos de la parte superior del cuerpo y las manos. No hay evidencia científica de que TFT sea eficaz, y la Asociación Americana de Psicología ha declarado que "carece de base científica" y la considera pseudociencia.
Los fundamentos de la TFT consisten en una mezcla de conceptos derivados de una variedad de fuentes. Principalmente la antigua filosofía china del qí, que se cree que es la 'fuerza vital' que fluye por todo el cuerpo -cuya existencia nunca ha sido demostrada

## Evaluaciones y críticas
Ente algunos grupos de psicólogos cínicos existen preocupaciones por la posible adopción de la TFT por parte de organismos gubernamentales y el público en general siendo esta una terapia no validada y pseudocientífica.
En 2000, se publicó un artículo en el Skeptical Inquirer que argumentaba que no existe un mecanismo plausible para explicar cómo podría funcionar la TFT y la describió como una pseudociencia sin fundamento.
En 2006, un panel compuesto por más de cien expertos con nivel mínimo de doctorado seleccionados al azar de la Asociación Estadounidense de Psicología y la Asociación para la Ciencia Psicológica (antes llamada Sociedad Estadounidense Psicológica) participaron en una encuesta delphi sobre tratamientos psicológicos realizada por investigadores de la Universidad de Scranton y la Universidad Simmons (antes llamada Simmons College) de Boston, Massachusets. Los participantes de esta encuesta consideraron que la TFT estaba "ciertamente desacreditada" como tratamiento psicológico.
Devilly afirma que no hay evidencia de la supuesta eficacia de las terapias energéticas, incluida la TFT, así como las técnicas de liberación emocional y otras como la programación neurolingüística, y que todas ellas exhiben las características de las pseudociencias.
Lilienfeld, Lynn & Lohr también utilizan TFT como ejemplo de una terapia que contiene algunos de los indicadores distintivos de una pseudociencia. Específicamente, señalan su evasión del sistema de revisión por pares y la ausencia de condiciones de límite.
Estudios previos realizados sobre la TFT han recibido críticas en la literatura médica. Por ejemplo, un estudio exploratorio realizado por Charles Figley, un psicólogo que se esforzó por encontrar tratamientos más efectivos para el trastorno por estrés postraumático (TEPT). Él examinó cuatro terapias nuevas con una evaluación de seguimiento de seis meses (utilizando medidas que no se usaron inmediatamente después del tratamiento) y para las cuales no realizó pruebas de significancia estadística al comparar las terapias. Los autores declararon que "a diferencia de la investigación en psicoterapia convencional, la metodología de la SCD no está destinada a comparar los diversos tratamientos y, por lo tanto, no necesariamente cumple con los criterios propuestos para los tratamientos validados empíricamente, aunque sí cumple con algunos de esos criterios", y también declararon que "Desafortunadamente, debido a problemas con la selección de sujetos y la recopilación de datos, el estudio no alcanzó sus objetivos. Además, la naturaleza del estudio impide la comparación de los enfoques, y esa comparación nunca se planeó". Los autores también señalaron que debido a que no filtraron a los participantes con el TEPT como criterio, no todos los participantes necesariamente cumplieron con los criterios del TEPT. Los autores reconocieron que el estudio de TFT y los otros tres métodos estaban incompletos y señalaron que "estos enfoques de tratamiento parecen ser prometedores para ayudar a los pacientes a eliminar los aspectos más dolorosos de sus recuerdos traumáticos". Los autores señalaron que los cuatro enfoques justificaban un estudio más a fondo.
Un estudio controlado sobre tecnología de voz de la terapia del campo de pensamiento publicado en la revista académica The Scientific Review of Mental Health Practice, no mostró diferencias entre el TFT VT y las secuencias de tapping seleccionadas al azar, lo que proporciona evidencia contra la afirmación de Callahan de que se pueden derivar secuencias precisas de su supuesta tecnología especializada las cuales marcan la diferencia en el resultado.
Gran parte de la evidencia aducida en apoyo de TFT por Callahan y otros proponentes proviene de informes de casos no controlados que no fueron revisados por pares. Por ejemplo la publicación en la que Diepold y Goldstein dijeron haber demostrado que la TFT alteraba los patrones cerebrales de un solo sujeto traumatizado.
En 2001, en una acción sin precedentes, el editor de la publicación acadñemica Journal of Clinical Psychology acordó publicar, sin revisión por pares, cinco artículos sobre la TFT elegidos por Callahan; estos fueron: Callahan, 2001b y 2001c; Pignotti y Steinberg, 2001; Sakai y col., 2001; y Johnson et al., 2001. En lugar de la revisión por pares, se publicaron críticas junto con cada artículo. Los críticos coincidieron en que cada uno de los cinco estudios contenía serias fallas que los hacían incomprensibles para ellos. Señalaron fallas que incluían: seleccionar solo casos exitosos; centrarse en una diversidad de problemas; no utilizar un grupo de control; no haber controlado por el efecto placebo, características de la demanda y regresión a la media; falta de medidas de evaluación válidas; el uso del SUD como única medida de eficacia distinta de la HRV; usar una medida fisiológica fuera de contexto (HRV) de manera inapropiada; y falta de una teoría creíble. Uno de los críticos, el profesor de psicología de Harvard Richard J. McNally, destacando la falta de evidencia para la TFT, declaró que "hasta que Callahan haya hecho su tarea, los psicólogos no están obligados a prestar atención a la TFT". El psicólogo John Kline escribió que el artículo de Callahan representa "una serie inconexa de afirmaciones sin fundamento, neologismos mal definidos e informes de casos inverosímiles que difuminan los límites entre la farsa y la prosa expositiva”. Una de las autoras originales de los estudios no revisados por pares se retractó más tarde de sus conclusiones y ha revertido su anterior posición favorable sobre la TFT. Los únicos otros estudios que aducen apoyo a la TFT son los que se informaron en el boletín de Callahan, The Thought Field, y un estudio no controlado sobre tecnología de voz que consiste en llamadas a programas de radio en un archivo propietario de una revista de artículos recopilados sobre kinesiología aplicada. Las afirmaciones de Callahan acerca de que la tecnología de voz de la TFT tiene propiedades únicas y está a la par con la ciencia sólida no fueron respaldadas en un experimento controlado que utilizó secuencias aleatorias contra TFT VT.